# ロイス・ダ・ファイブ・ナイン
ロイス・ダ・ファイブ・ナイン (Royce da 5'9"、本名: ライアン・ダニエル・モントゴメリー、1977年7月5日 - ) は、アメリカ合衆国ミシガン州デトロイト出身のラッパー、ソングライター。
2000年代以降、ヒップホップグループ「スローターハウス」及び、エミネムとのデュオ「バッド・ミーツ・イーヴィル」の一員として活動しているが、以前はショーン・コムズやドクター・ドレーらの楽曲に歌詞を提供するゴーストライターであったという経歴を持つ。代表曲にDJプレミアによるプロデュース曲「Boom」などがある。

## 略歴
1977年7月5日、ミシガン州,デトロイトにて生まれる。ステージネームは、ロールス・ロイスのロゴに似たペンダントを着用していた為、学校でロイスというあだ名で呼ば良れていた事と、自身の身長が5フィート9インチである事に由来する。
1997年、ロイスのマネージャーを通じてエミネムと出会い、バッド・ミーツ・イーヴィルを結成。ロイスはその後、エミネムのデビューアルバム『The Slim Shady LP』収録の「Bad Meets Evil」に参加している。
2002年11月26日、ソロ・デビューアルバム『Rock City』をリリースする。
2009年8月11日、スローターハウスとして1stアルバム『Slaughterhouse』を発売。全米アルバムチャートにて初登場25位を記録。
2011年、バッド・ミーツ・イーヴィルとしてEP『Hell: The Sequel』を発売。
2012年8月16日、エミネムのライブツアー『THE RECOVERY JAPAN TOUR 2012』のオープニングアクトを務める。8月28日、スローターハウスとして2ndアルバム『Welcome to: Our House』を発売。全米アルバムチャートにて初登場2位を記録した。
2014年12月9日、DJプレミアとのデュオPRhymeを結成。アルバム『PRhyme』を発売。
2018年3月16日、PRhymeとしての2ndアルバム『PRhyme2』を発売。5月4日、7作目のソロアルバム『Book of Ryan』をリリースする。
2020年2月21日、8作目のソロアルバム『The Allegory』をリリース。第63回グラミー賞の最優秀ラップ・アルバム賞にノミネートされた。

## 人物

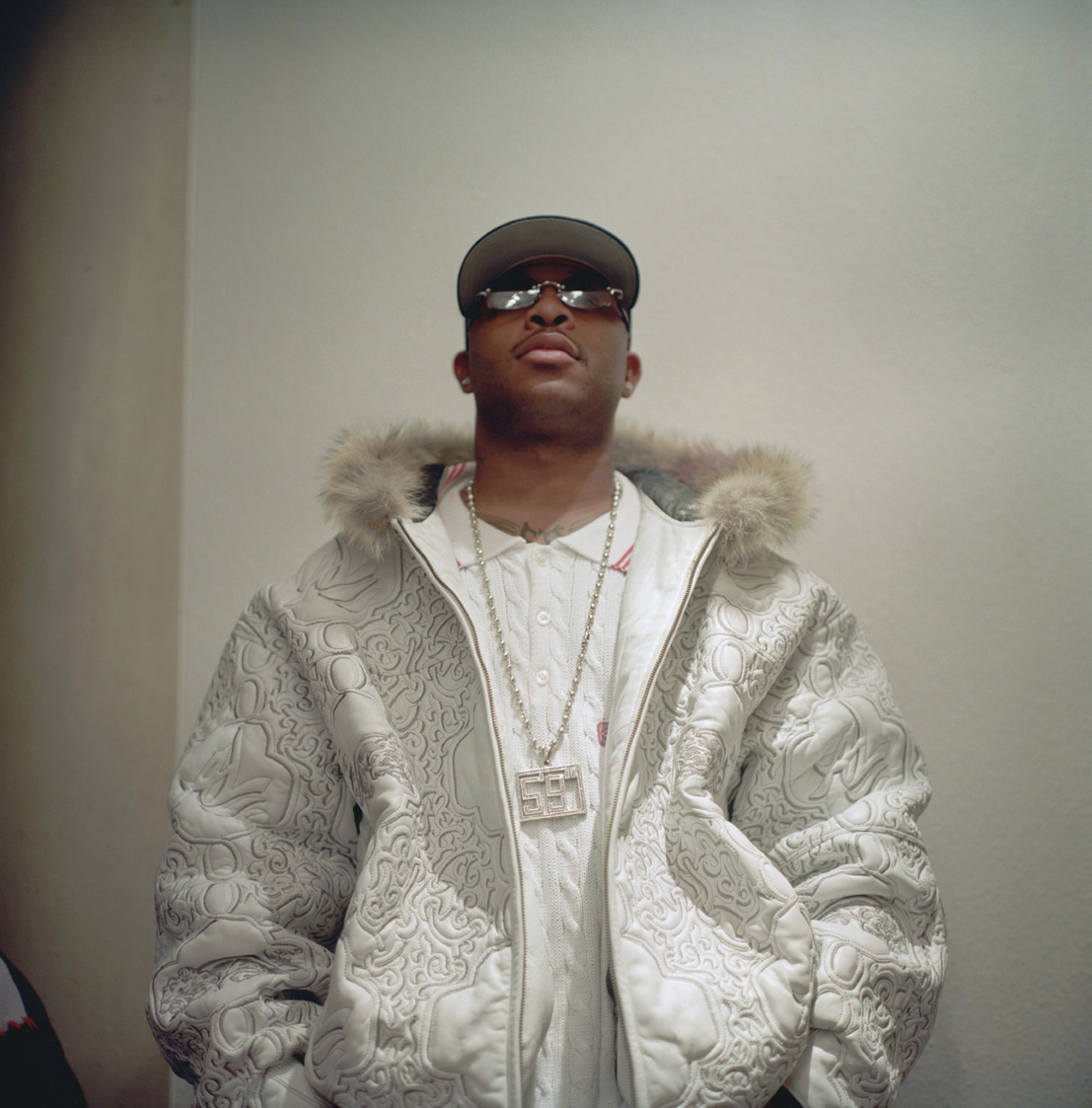
Royce da 5'9"（2002年）

高校時代、Royce da 5'9"は優秀な生徒だった。
アルコール依存症だった時期もあるが、2012年9月11日から断酒している。

### 家族
ロイスは結婚しており、妻との馴れ初めについて「妻とはオークパーク高校で知り合ったんだ。彼女は10年生で、私は9年生だった。カップルになったのは、卒業することになっていた1995年頃だった。」と述べている。ロイスには2人の息子と3人の娘がいる。
また、ロイスには弟のマーカスがおり、キッド・ヴィシャス（Kid Vishis）の名でラッパーとしても活動しており、ロイスのハイプマンとして活躍している。キッド・ヴィシャスは2014年7月22日にデビューアルバム『Timing Is Everything』をリリースしている。

## ディスコグラフィー
ソロ・スタジオ・アルバム
- Rock City (2002年)
- Death Is Certain (2004年)
- Independent's Day (2005年)
- Street Hop (2009年)
- Success Is Certain (2011年)
- Layers (2016年)
- Book of Ryan (2018年)
- The Allegory (2020年)

ミックステープ
- Build & Destroy (2003)
- M.I.C.: Make It Count (2004)
- The Bar Exam (2007)
- The Bar Exam 2 (2008)
- The Bar Exam 2: The Album (2008)
- The Bar Exam 3 (2010)
- Lost Files　(with Nottz)　(2015)
- Tabernacle: Trust the Shooter　(2016)
- The Bar Exam 4　(2017)